# Insalata di pollo
L'insalata di pollo è un'insalata il cui ingrediente principale è la carne di pollo sminuzzata. Tale piatto può contenere svariati ingredienti fra cui uova, verdure fresche o sottaceto, tonno in scatola, crostini e salse che fungono da amalgamante, fra cui maionese e senape. Sebbene venga considerata un piatto unico, l'insalata di pollo può anche costituire un ideale antipasto e può talvolta essere usata come companatico per i panini.

## Storia
Molte ricette dell'insalata di pollo provengono dagli Stati Uniti. Tra queste si possono segnalare The Carolina Housewife: Or, House and Home (1847) di Sarah Rutledge, in cui la carne del volatile viene mescolata con i frutti di mare, il peperoncino e la maionese, e What Mrs. Fisher Knows About Old Southern Cooking (1881) di Abby Fisher, dove invece la maionese funge da legante tra il pollo e il sedano bianco.
L'insalata di pollo viene menzionata nell'American System of Cookery (1847) tra i cibi serviti il 4 luglio.
Una delle prime insalate di pollo servite al pubblico fu preparata presso il Town Meats di Wakefield (Rhode Island) nel 1863. Il primo proprietario del locale Liam Gray mescolò del pollo avanzato con maionese, dragoncello e uva. Il successo della sua ricetta fu tale che il mercato della carne locale venne convertito in una gastronomia.
Una delle versioni più note dell'insalata di pollo è la Caesar salad, contenente crostini, formaggio, pane e lattuga e presumibilmente inventata da Cesare Cardini, un cuoco italiano trapiantato negli Stati Uniti.